# Enzo Apicella
Pour les articles homonymes, voir Apicella.
Vincenzo Apicella, dit Enzo Apicella, né à Naples le 26 juin 1922 et mort le 31 octobre 2018, est un dessinateur de bandes dessinées, un journaliste, un designer, un caricaturiste et un peintre italien.

## Biographie
Vincenzo Apicella vit à Londres depuis 1954. Il collabore avec des quotidiens et revues internationales comme The Guardian, The Observer, Il Manifesto, Punch, l'Economist, Private Eye et Harpers & Queen.
À la fois désigner, graphiste, architecte et décorateur, Enzo Apicella a aussi réalisé le projet d'environ 140 restaurants ainsi que de nombreuses peintures murales.

## Publications
- (en) Apicella Versus The United States of America. (Who is going to…), 2003, 167 pages.
- (en) God Bless America, 2007, 125 pages.